# Jogos do Sudeste Asiático de 1979
Os Jogos do Sudeste Asiático de 1979 foram a décima edição do evento multiesportivo, realizado na cidade de Jacarta, na Indonésia, entre os dias 21 e 30 de setembro.

## Países participantes
Sete países participaram do evento:
- Brunei
- Tailândia
- Myanmar
- Malásia
- Singapura
- Indonésia
- Filipinas

## Modalidades
Foram disputadas dezoito modalidades nesta edição dos Jogos:
| - Atletismo - Badminton - Basquete - Boxe - Ciclismo - Esportes aquáticos - Futebol - Ginástica - Hóquei sobre grama | - Judô - Levantamento de peso - Sepaktakraw - Softball - Tênis - Tênis de mesa - Tiro - Tiro com arco - Vôlei |

## Quadro de medalhas
País sede destacado.
| Ordem | País      | Medalha de ouro | Medalha de prata | Medalha de bronze |     |
| ----- | --------- | --------------- | ---------------- | ----------------- | --- |
| 1     | Indonésia | 92              | 78               | 52                | 222 |
| 2     | Tailândia | 50              | 46               | 29                | 125 |
| 3     | Myanmar   | 26              | 26               | 24                | 76  |
| 4     | Filipinas | 24              | 31               | 38                | 93  |
| 5     | Malásia   | 38              | 33               | 31                | 102 |
| 6     | Singapura | 16              | 20               | 36                | 72  |
| 7     | Brunei    |                 | 1                |                   | 1   |
| TOTAL | TOTAL     | 227             | 225              | 218               | 670 |